# The 13th Floor Elevators
The 13th Floor Elevators was een Amerikaanse rockband uit Austin.

## Bezetting
- Roky Erickson[5] (zang, gitaar)
- Stacy Sutherland[6] (gitaar)
- Tommy Hall[7] (jug)
- Bennie Thurman[8] (basgitaar)
- John Ike Walton[9] (drums)

## Geschiedenis
De enige klassering in de Amerikaanse hitlijsten lukte de single You're Gonna Miss Me (1966, #55). Een eerste opname van deze song had Erickson al in 1965 uitgebracht met zijn oude band The Spades, die hij kort daarna verliet. Met The 13th Floor Elevators lukte begin 1966 een nieuwe opname van de song en het uitbrengen bij Contact Records, dat een plaatselijk succes werd. De single bereikte dankzij de overname door International Artists uit Houston in hetzelfde jaar de Billboard-hitlijst. Spoedig daarna volgde een uitnodiging in Dick Clarks tv-programma American Bandstand.
Nog in hetzelfde jaar bracht de band het eerste album The Psychedelic Sounds Of The 13th Floor Elevators uit. De band was de eerste, die zichzelf onder de term psychedelisch op de markt bracht. Slechts twee weken later namen de Grateful Dead de term ook over. Tot 1968 speelden The 13th Floor Elevators nog twee verdere studioalbums in.
Naast de Amazing Charlatans waren The 13th Floor Elevators de eerste band, die onder invloed van LSD live speelde. Ze zagen zich zelf echter als betere liveband. Bovendien hadden The 13th Floor Elevators externe songwriters, waaronder Tommy Halls vrouw Clementin Hall (Splash 1, I Had to Tell You) en Powell St. John (Kingdom of Heaven, Monkey Island, You Don't Know, Take That Girl, Right Track Now), die in de jaren 1960 ook invloed had op veel andere muzikanten in Austin.
De nummers You're Gonna Miss Me, Slip Inside This House en het album The Psychedelic Sounds of the 13th Floor Elevators tellen tegenwoordig tot de klassiekers van de garagerock resp. psychedelische rock.

## Drugs en juridische problemen
De band stond bekend voor hun gebruik van marihuana en LSD. Alleen John Ike Walton distantieerde zich voortijdig hiervan, nadat hij slechte ervaringen opgedaan had met zijn tweede LSD-trip. Het resultaat waren regelmatige controles door de Texaanse politie. Nadat Erickson, die al in het voorjaar wegens schizofrenie werd behandeld, uiteindelijk in 1969 met een kleinere hoeveelheid marihuana in Austin werd opgepakt, pleitte hij op aanraden van zijn advocaat op ontoerekeningsvatbaar om een tienjarige gevangenisstraf te ontlopen (de straffen voor het bezit van marihuana werden in Texas pas na 1970 beduidend afgezwakt). Nadat hij meermaals was ontsnapt uit een psychiatrische kliniek in Austin, werd hij uiteindelijk voor meerdere jaren in een beter beveiligde kliniek in Rusk geplaatst, waarin overwegend zware criminelen, verkrachters en moordenaars zaten. De band werd vervolgens in 1969 ontbonden. Na de ontbinding waren er enkele projecten van de respectievelijke leden, echter nooit een serieuze hereniging. In 1978 vond er een tragedie plaats, toen Stacy Sutherland tijdens een heftig handgemeen met zijn echtgenote door deze werd neergestoken.

## Muzikale stijl
De muziek van de band werd duidelijk gekenmerkt door rhythm-and-blues en met de stijl van The Rolling Stones en de jonge Frank Zappa (Slip inside this house – Trouble every day) te vergelijken. Ongewoon echter was de krachtige, schreeuwende stem van Roky Erickson en de met een elektrische microfoon versterkte jug van Tommy Hall. Dit instrument staat in de traditie van de blues en verving voornamelijk tijdens de jaren 1930 de lijvige en dure contrabas. Eigenlijk betrof het een grotere, buikige fles, waarin geblazen werd. Zulke bands werden betiteld als jug-bands. Tommy Hall produceerde daarmee hoge, ritmische staccatotonen, wiens frequentie en toonhoogte licht varieerden. Zo ontstond een klanktapijt in de achtergrond van de muziek, dat de band een uniek en ongewoon karakter verleende.

## Discografie

### Singles
- 1966: Reverberation / Fire Engine
- 1966: You're Gonna Miss Me / Tried to Hide
- 1967: Levitation / Before You Accuse Me
- 1967: She Lives (In a Time of Her Own) / Baby Blue
- 1967: Slip Inside This House / Splash 1
- 1968: Livin' On / Scarlet and Gold
- 1968: May the Circle Remain Unbroken / I'm Gonna Love You Too
- 1996: Levitation

### Albums
- 1966: The Psychedelic Sounds of the 13th Floor Elevators
- 1967: Easter Everywhere
- 1968: Bull of the Woods
- 1968: Live
- 1988: Live (Big Beat)
- 2005: Psych-Out

### Ep's
- 1966: The Psychedelic Sounds of the 13th Floor Elevators
- 1967: Easter Everywhere
- 1968: Bull of the Woods
- 1968: Live
- 1988: Live (Big Beat)
- 2005: Psych-Out

### Compilaties
- 1985: Fire in My Bones
- 1987: Elevator Tracks
- 1988: Easter Everywhere / Bull of the Woods
- 1988: The Psychedelic Sounds of the 13th Floor Elevators/Live
- 1991: The Collection
- 1991: The Magic of the Pyramids [als Roky Erickson & the 13th Floor Elevators]
- 1992: Another Dimension
- 1993: Best of the 13th Floor Elevators
- 1993: Les génies du Rock n°056: You’re Gonna Miss Me
- 1994: Paradise Lost – Texas Rockmusic Heritage, Vol. 2
- 1994: 1966–1967 Unreleased Masters Collection
- 1995: The Best of 13th Floor Elevators
- 1997: All Time Highs
- 1997: The Best Of … Manicure Your Mind
- 1997: The Masters
- 1998: Through the Rhythm
- 1999: The Interpreter Vol. 2
- 1999: The Interpreter
- 1999: His Eye Is on the Pyramid
- 2000: Up on the 13th Floor
- 2001: The Legendary Group at Their Best
- 2002: The Psychedelic World of the 13th Floor Elevators
- 2002: Absolutely the Best of the 13th Floor Elevators
- 2004: Going Up – The Very Best Of
- 2009: Sign of the 3 Eyed Man (10-cdbox + boek)
- 2010: Headstone: The Contact Sessions
- 2011: The Albums Collection (4-cdbox)
- 2011: Music of the Spheres – The Ultimate 13th Floor Elevator Vinyl Box Set (10 lp's)
- 2017: Psychedelic Circus